# Desa Suwug
Desa Suwug är en administrativ by i Indonesien.   Den ligger i provinsen Provinsi Bali, i den sydvästra delen av landet, 900 km öster om huvudstaden Jakarta. Desa Suwug ligger på ön Bali.